# بانارة دومينيكانية
بانارة دومينيكانية (الاسم العلمي:Banara domingensis) هي نوع من النباتات يتبع جنس البانارة من الفصيلة الصفصافية. سمي هذا النوع نسبةً إلى جمهورية الدومينيكان.